# لئوناردو پیراچونی
لئوناردو پیراچونی (ایتالیایی: Leonardo Pieraccioni؛ زادهٔ ۱۷ فوریهٔ ۱۹۶۵) کارگردان، بازیگر و فیلم‌نامه‌نویس اهل ایتالیا است.
از فیلم‌ها یا برنامه‌های تلویزیونی که وی در آن نقش داشته‌است، می‌توان به فارغ التحصیلان، معجزه ایتالیایی، چرخند و سرانجام، خوشبختی اشاره کرد. پیراچونی در سال ۱۹۹۷ برنده جایزه انجمن ملی فیلم ایتالیا بهترین بازیگر مرد شده‌است.
او متولد فلورانس است و حرفه کارگردانی خود را با فیلم فارغ التحصیلان (۱۹۹۵) شروع کرد. او در سال ۱۹۹۶ فیلم موفقیت‌آمیز خود را با نام چرخند کارگردانی کرد که ۷۵ میلیارد لیره در گیشه فروش داشت.
در سال ۱۹۹۸ با هاروی کایتل و دیوید بویی در کمدی وسترن انتقام تفنگدار به کارگردانی جووانی ورونزی بازی کرد.